# Ita Purnamasari
Ita Purnamasari (nacida en Surabaya, Java Oriental, el 15 de julio de 1967) es una cantante indonesia.

## Carrera
Ita se hizo conocer con canciones que fueron populares con temas musicales como "Penari Ular di" en 1988 y "Dream Goodbye" en 1989. Su carrera como cantante logra conseguir a través del tembang Love Song en 1993. La cantante está casada con el compositor Dwiki Dharmawan.
También ha participado con agrupaciones como Tiga Dara y con las cantantes Paramitha Rusady y Sylvana Herman.

## Discografía

### Álbumes
- Penari Ular
- Selamat Tinggal Mimpi
- Cakrawala Cinta
- Biarkanlah
- Sanggupkah Aku
- Cintaku Padamu
- Kembalilah Padaku
- Cinta Itu Ada
- KepadaMu Ya Allah
- Semakin Sayang Semakin Cinta
- Bidadari Yang Terluka (Soundtrack)
- Tiada Yang Seperti Kamu (Single)
- Cintaku Yang Terakhir
- Kejamnya Cinta
- Cintamu
- Sayangi Aku Aisyah (Single Dalam Album Kompilasi 12 Lagu Islami Terbaik Volume 2)

### Colaboraciones
- Nona Manis (Bersama Tiga Dara)
- Malam Minggu (Bersama Tiga Dara)
- Hanya Cinta (Bersama Tiga Dara)
- Bunga Kehidupan (Bersama Kelompok Solidaritas)
- Bersama Dalam Cinta (Bersama Forum)
- Memang Aku (Dengan Logika)-Single (Bersama Tiga Dara)

- Datos: Q5923087